# Jennifer Ferguson
Jennifer Ferguson, dél-afrikai zenész, énekes, dalszerző; politikai aktivista, a Dél-afrikai Nemzeti Kongresszus parlamenti képviselője.
Jennifer Ferguson egyike azolnak a dél-afrikai nagy énekeseknek, dalszerzőnek, akiknek egykori dalai az Apartheid sújtotta Dél-afrikában születtek. Napjainkban Svédországban él – énekel, dalokat ír.
2017-ben Ferguson azzal vádolt egy futball-vezető politikust, Danny Jordaant, hogy az 24 évvel korábban megerőszakolta. Jordaan tagadta ezt.

## Lemezek

- 1985: Hand Around the Heart
- 1989: Untimely
- 2014: The Forgotten Song